# Non-disgiunzione inclusiva

Diagramma di Venn della non-disgiunzione inclusiva

La negazione NOR (o negazione congiunta) è un operatore vero-funzionale che rappresenta la negazione di un OR logico. In altre parole, una proposizione della forma {\displaystyle p\ NOR\ q} è vera quando né {\displaystyle p} né {\displaystyle q} sono vere, cioè quando sia {\displaystyle p} sia {\displaystyle q} sono false. Ciò è logicamente equivalente ad affermare che {\displaystyle p\ NOR\ q}  = {\displaystyle \neg (p\lor q)} =  {\displaystyle \neg p\land \neg q}, dove il simbolo {\displaystyle \neg } indica la negazione logica (NOT), {\displaystyle \lor }  indica la disgiunzione logica (OR) e  {\displaystyle \land } la congiunzione logica (AND). Nella grammatica, "né...né" sono una coppia di congiunzioni che ben rappresentano, nel linguaggio, la negazione NOR.
L'operazione NOR è anche nota come freccia di Peirce. Nei suoi manoscritti inediti, Peirce la considerò inizialmente come un'operazione logica e dimostrò che può esprimere NOT, AND e OR logici. Edward Stamm, Henry Sheffer e Jean Nicod  furono i primi a discuterne all'interno di un'edizione a stampa. Quine introdusse il simbolo {\displaystyle \downarrow }. Altri modi di indicare l'operatore NOR sono: l'ampheck  usato da Peirce, e né-né. Altri modi di denotare {\displaystyle P\downarrow Q} includono P NOR Q e, nella notazione di Bocheński, "Xpq".
L'Apollo Guidance Computer fu interamente costruito con porte NOR a tre ingressi.

## Definizione
L'operazione NOR è un'operazione logica su due valori, tipicamente i valori di verità di due proposizioni, che genera il valore vero se e solo se i due operandi sono entrambi falsi. Detta altrimenti, essa genera un valore falso se e solo se almeno uno degli operandi è vero.

### Tavola di verità
L'operatore P NOR Q o {\displaystyle P\downarrow Q} presenta la seguente tavola di verità:
| {\displaystyle P} | {\displaystyle Q} | {\displaystyle P\downarrow Q} |
| Vero              | Vero              | Falso                         |
| Vero              | Falso             | Falso                         |
| Falso             | Vero              | Falso                         |
| Falso             | Falso             | Vero                          |

### Equivalenze logiche
L'operatore logico NOR {\displaystyle \downarrow } è la negazione della disgiunzione:
| {\displaystyle P\downarrow Q} | {\displaystyle \Leftrightarrow } | {\displaystyle \neg (P\lor Q)} |

## Proprietà
Il NOR logico è un'operazione funzionalmente completa poiché rispetta le cinque proprietà di:
- conservazione del valore di vero e di falso,
- linearità,
- monotonia,
- auto-dualità.

Come per il suo duale NAND, l'operazione NOR può essere usata da sola per costituire un sistema formale.

## Altre operazioni booleane
Il NOR e il NAND permettono di esprimere le altre operazioni booleane.
Espressi in termini di NOR {\displaystyle \downarrow } gli operatori noti della logica proposizionale diventano:
| {\displaystyle \neg P} | {\displaystyle \Leftrightarrow } | {\displaystyle P\downarrow P} |
| {\displaystyle \neg }  | {\displaystyle \Leftrightarrow } |                               |

| {\displaystyle P\rightarrow Q} | {\displaystyle \Leftrightarrow } | {\displaystyle {\Big (}(P\downarrow P)\downarrow Q{\Big )}} | {\displaystyle \downarrow } | {\displaystyle {\Big (}(P\downarrow P)\downarrow Q{\Big )}} |
|                                | {\displaystyle \Leftrightarrow } |                                                             | {\displaystyle \downarrow } |                                                             |

| {\displaystyle P\land Q} | {\displaystyle \Leftrightarrow } | {\displaystyle (P\downarrow P)} | {\displaystyle \downarrow } | {\displaystyle (Q\downarrow Q)} |
|                          | {\displaystyle \Leftrightarrow } |                                 | {\displaystyle \downarrow } |                                 |

| {\displaystyle P\lor Q} | {\displaystyle \Leftrightarrow } | {\displaystyle (P\downarrow Q)} | {\displaystyle \downarrow } | {\displaystyle (P\downarrow Q)} |
|                         | {\displaystyle \Leftrightarrow } |                                 | {\displaystyle \downarrow } |                                 |

### Annotazioni
1. ↑  Dal greco antico ἀμφήκης , amphēkēs, "tagliare in entrambe le direzioni".
2. ↑  noto anche come operatore di Sheffer e simboleggiato da {\displaystyle \uparrow }, {\displaystyle \mid } o {\displaystyle /}.